# 武寧戰鬥 (抗日戰爭)
武寧戰鬥發生於1939年3月17－29日，地點則是在中國贛西北一帶。是抗日戰爭主要戰鬥之一，交戰一方為守軍之國民革命軍，另一方則為日軍。